# Secamone racemosa
Secamone racemosa är en oleanderväxtart som först beskrevs av George Bentham, och fick sitt nu gällande namn av Klack.. Secamone racemosa ingår i släktet Secamone och familjen oleanderväxter. Inga underarter finns listade i Catalogue of Life.